# Jakalope
Jakalope es un grupo canadiense de Industrial / Pop-Rock. Ellos tomaron su nombre de un animal de ficción del mismo nombre, aunque el animal es comúnmente llamado "jackalope". La banda fue formada el 2003 por músico y productor canadiense Dave Ogilvie que ha trabajado con artistas como Marilyn Manson, David Bowie, Nine Inch Nails, Skinny Puppy, y actualmente trabaja con The Birthday Massacre.

## Historia
Jakalope comenzó el 2003 como un proyecto de Dave Ogilvie. Él tenía en mente un nuevo género musical basado en el Industrial(por cual él ha ganado fama), pero siendo capaz de estar entre medio del más estruendoso rock y el melódico pop. Alrededor de ese tiempo Ogilvie se había maravillado con el estilo vocal de Katie B mientras ella trabajaba en The Warehouse Studio de Bryan Adams en Vancouver, Canadá. Ellos tuvieron química inmediata, y Katie tomo la posición de la mujer vocalista de Jakalope.
Luego se unirían otros miembros que habían trabajado con Dave Ogilvie, aunque por la naturaleza de la banda, ellos están en constante rotación.

## Discografía

### Álbumes
- It Dreams (2004)
- Born 4 (2006)

### Sencillos
- "Pretty Life" (*) (2004)
- "Feel It" (*) (2005)
- "Go Away" (*) (2005)
- "Upside Down (And I Fall)" (*) (2006)
- "Digging Deep" (*) (2006)
  - (*)Canciones con videoclip.